# Конохана (мост)
Мост Конохана (яп. 此花大橋 Конохана-о:хаси) — автомобильный висячий мост в Японии, пересекает северо-восточную часть Осакского залива, соединяет одноимённый район города Осака с искусственным островом Майсима Осакского морского порта.
Мост Конохана был открыт для движения в 1987 году.
Общая длина мостового сооружения составляет примерно 1 700 м, из которых 540 м приходится на монокабельный висячий мост с несущим канатом, закреплённым в анкерном пролётном строении. Длина основного пролёта равна 300 м, таким образом, на данный момент он занимает 101 позицию в рейтинге самых длинных висячих мостов и 19-ю среди самых длинных висячих мостов Японии. Ширина моста составляет 26,5 м, из которых 17,5 м приходится на дорожное полотно вмещающее 4 автомобильные полосы, также по краям моста устроены пешеходные дорожки.
Всего на постройку моста ушло 10 900 т конструкционной стали.